# Hagop S. Akiskal
Hagop Souren Akiskal (orm. Հակոբ Սուրեն Ակիսկալ; ur. 16 stycznia 1944 w Bejrucie, zm. 20 stycznia 2021 w La Jolla) – ormiańsko-amerykański lekarz psychiatra, profesor psychiatrii na University of California w San Diego.
Tytuł doktora medycyny otrzymał w 1969 roku na Uniwersytecie Amerykańskim w Bejrucie. Następnie związany z University of Wisconsin i University of Tennessee. W latach 1990–1994 starszy doradca naukowy w National Institute of Mental Health.
Od 1996 był redaktorem naczelnym czasopisma „Journal of Affective Disorders”. Zajmował się przede wszystkim zagadnieniem chorób afektywnych, jest autorem koncepcji spektrum choroby afektywnej dwubiegunowej. Sformułował integracyjną teorię depresji i ewolucyjne koncepcje choroby afektywnej dwubiegunowej.
W 2003 przyznano mu Ellis Island Medal of Honor. Był laureatem Nagrody im. Jeana Delaya przyznawanej przez World Psychiatric Association oraz Nagrody Anna-Monika.